# Calathea jagoriana
Calathea jagoriana är en strimbladsväxtart som beskrevs av Eduard August von Regel. Calathea jagoriana ingår i släktet Calathea och familjen strimbladsväxter. Inga underarter finns listade.